# Андриол
Андриол (Andriol) — лекарственное средство, препарат тестостерона (эфир тестостерона и ундекановой кислоты). Он продаётся под торговыми марками Aveed, Andriol, Undestor, Nebido, Pantestone, Restandol, Cernos Depot, Nebido-R и Reandron 1000.

## Состав
Т. ундеканоат доступен в двух типах фармацевтических препаратов: капсул для орального применения и жидкости для инъекций.
Препарат для инъекций (Nebido) применяется для лечения мужского гипогонадизма и содержит 400 мг тестостерона ундеканоата в объёме 4 мл и обычно начинается в дозе 4 мл один раз в месяц с последующим увеличением, если требуется согласно симптомам и содержанию свободного тестостерона в крови.
Капсулы для орального применения содержат по 40 мг тестостерона ундеканоата (эфир тестостерона и ундекановой кислоты), растворенного в олеиновой кислоте. На каждой капсуле код 'ORG' с одной стороны и 'DV3' с другой. Как правило, доза должна устанавливаться индивидуально в зависимости от клинического эффекта. Обычно адекватной является начальная доза 120—160 мг в сутки в течение 2-3 недель с последующим назначением дозы 40-120 мг в сутки.

## Характеристики
Андриол является препаратом тестостерона, активным при пероральном применении. Действующим веществом является тестостерон ундеканоат, жирнокислотный эфир естественного тестостерона. Тестостерон в чистом виде при пероральном применении неактивен из-за быстрого метаболизма до перехода в кровь. В отличие от него, тестостерон ундеканоат при пероральном применении не подвергается первичному печеночному метаболизму, а распределяется в лимфатической системе и таким образом сохраняет свою активность. При применении Андриола в плазме повышается уровень как тестостерона, так и его активных метаболитов, что обусловливает стойкий терапевтический эффект. Андриол хорошо переносится и, в отличие от активных при пероральном применении С-17-метилированных производных тестостерона, не влияет на функцию печени. Пероральный ундеканоат тестостерона неэффективен для лечения гипогонадизма из-за его плохой биодоступности. Пероральный ундеканоат тестостерона показывает лучшую эффективность как мужской контрацептив.

## Показания
Гормонозаместительная терапия при нарушениях, связанных с дефицитом тестостерона, а именно:
- посткастрационный синдром;
- евнухоидизм;
- гипопитуитаризм;
- эндокринная импотенция;
- климактерические нарушения у мужчин, например, снижение либидо и понижение умственной и физической активности;
- некоторые виды бесплодия, вызванные нарушением сперматогенеза.

Кроме того, терапия тестостероном может быть показана при остеопорозе, обусловленном андрогенной недостаточностью.

## Дозировка
Как правило, доза должна устанавливаться индивидуально в зависимости от клинического эффекта. Обычно андроген-замещающая терапия начинается с дозы 4 мл в месяц. Меньшая доза рассматривается для мужской контрацепции, но её эффективность доказана недостаточно.

## История
В конце 1970-х годов Тестостерон недеканоат был введен для орального употребления в Европе, хотя внутримышечный вариант уже использовался в Китае в течение нескольких лет.
Внутримышечный препарат был разрешен к использованию в Европе в середине 2000-х, а в США в 2014 году. Утверждение в США шло долгое время из-за подозрений в проблемах безопасности. Утверждение препарата прошло лишь с 3 раза.